# Deracanthina granulata
Deracanthina granulata är en insektsart som först beskrevs av Fischer von Waldheim 1839.  Deracanthina granulata ingår i släktet Deracanthina och familjen vårtbitare. Inga underarter finns listade i Catalogue of Life.